# The Triumph of Steel
The Triumph of Steel (рус. Триумф стали) — седьмой студийный альбом американской хеви-метал-группы Manowar, вышедший в 1992 году. Автор обложки — Кен Келли.

## Об альбоме
Винсент Джеффрис (Vincent Jeffries) из Allmusic поставил альбому 4 звезды из 5 возможных, назвав пластинку, возможно, лучшей в творчестве группы в 90-х годах, отметив вступительный 28-минутный опус Achilles, Agony and Ecstasy и композицию Ride the Dragon.
Максимальный балл альбому поставил и известный немецкий рок-журнал Rock Hard, который также отметил вступительную мини-оперу, в частности особо выделив барабанное соло и вокальные партии Адамса.

## Сертификация
- BVMI (Германия) — золотой.[3]

## Список композиций
1. Achilles, Agony and Ecstasy (in Eight Parts) (28:36)
  - «Prelude»
  - I. «Hector Storms the Wall»
  - II. «The Death of Patroclus»
  - III. «Funeral March»
  - IV. «Armor of the Gods»
  - V. «Hector’s Final Hour»
  - VI. «Death Hector’s Reward»
  - VII. «The Desecration of Hector’s Body»
    - A. Part 1
    - B. Part 2

  - VIII. «The Glory of Achilles»
2. Metal Warriors (Brothers Of Metal Part 2) (3:53)
3. Ride the Dragon (4:32)
4. Spirit Horse of the Cherokee (6:01)
5. Burning (5:09)
6. The Power of thy Sword (7:50)
7. The Demon’s Whip (7:49)
8. Master of the Wind (5:26)

## Песни
- Achilles, Agony and Ecstasy in Eight Parts — наиболее продолжительная и эпическая композиция коллектива, посвящённая Троянской войне.
- Metal Warriors — композиция, посвященная металлистам, поклонникам Manowar и фанатам метала в целом, как жанра. Также, вышла в виде отдельного сингла и часто исполняется на концертах группы.[4]
- Ride the Dragon — песня с фэнтезийным колоритом. Во вступлении и в концовке применен интересный эффект — интерпретация звука рычания мифического дракона на электрогитаре.
- Spirit Horse of the Cherokee — полностью посвящена коренному народу Северной Америки — индейцам. Повествование затрагивает такие исторические аспекты, как борьба с намерениями белого человека.
- The Power of Thy Sword — композиция, которая полностью посвящена группе.
- The Demon’s Whip — написана под влиянием фильмов ужасов, фанатами коих являются гитарист и барабанщик. Существует версия, что изначально, данную песню планировали использовать как саундтрек к культовому британскому триллеру Восставший из ада, однако этого не состоялось.
- Master of the Wind — мелодичная баллада, наиболее легкая и спокойная композиция со всего периода творчества группы. Имеет довольно оптимистическую окраску лирики. Благодаря структуре, вокальным партиям и общему звучанию, приобрела чрезвычайную популярность и часто исполняется на концертах, иногда, на акустических гитарах и в несколько иной аранжировке.

## Участники записи
- Эрик Адамс (Eric Adams) — вокал,
- Джоуи Де Майо (Joey DeMaio) — четырёх- и восьмиструнная бас-гитара, пикколо-бас, бас-педали
- Дэвид Шенкл (David Shankle) — электро-, акустические и классическая гитары
- Кенни Эрл Эдвардс (Rhino) — ударные, перкуссия
- Рич Брин (Rich Breen) — звукоинженер;
- Джон Петтиграсс (John Pettigrass) — ассоциативный продюсер.

## Кавер-версии песен
- Группа Eschelon записала кавер композиции Hector Storms The Wall.
- Голландская метал-группа Countess выпустила кавер-версию песни Metal Warriors в 2002 году; кавер вошёл на 7-й студийный альбом The Revenge of the Horned One Part II.
- Белорусская метал-группа Asguard выпустила кавер на песню Metal Warriors в 2003 году. Она вошла в альбом Black FireLand.
- Австралийская метал-группа The Wizar'd записала кавер песни Metal Warriors для своего концертного альбома Killing Ourselves to LIVE!, изданного в 2007 году.
- Греческая метал-группа Necromantia в 2001 году выпустила кавер на песню The Demon’s Whip для компиляции Covering Evil (12 Years Doing the Devil's Work).
- Известная немецкая акапелла группа Van Canto записала кавер-версию композиции Master of the Wind для своего 4-го студийного альбома Break the Silence, изданного в 2011 году.
- Российская группа Мельница (группа) записала кавер-версию композиции Master of the Wind для своего мини-альбома Master of the Mill (2004)